# 津田信栄
津田 信栄（つだ のぶひで？）は、江戸時代中期の尾張藩士。吉原仲治の子。家紋は織田木瓜。

## 略歴
吉原仲治の次男として誕生。母は津田信明の娘。
岩倉織田氏の系統津田信綜に嫡子がなく、妹の子である信栄が養嗣子となり改姓、家督相続する（500石、寄合）。
御鉄砲頭、黒御門足軽頭、御書院番頭格により徳川宗睦附属となる。嫡子がなく、志水中梁の七男（末子）友吉を養子に迎える。
宝暦11年（1761年）7月28日、病没。享年56。